# Pom et Teddy
Pom et Teddy est une série de bande dessinée franco-belge créée par François Craenhals (scénario et dessin) en 1953 dans l'hebdomadaire Le Journal de Tintin dans lequel elle paraîtra jusqu'en 1968, éditée en albums par Les Éditions du Lombard de 1956 à 1965.
De nombreux épisodes n'ayant pas été publiés par Le Lombard, les Éditions Michel Deligne en 1977, les éditions Bédéscope en 1980, les éditions Rijperman et les éditions Claude Lefrancq Éditeur en 1996 rééditent certains épisodes et publient des récits inédits avant que Le Lombard n'entreprenne une réédition sous forme d'intégrales en 2023.
La série conte les aventures à travers le monde de deux adolescents, Teddy et Maggy, faisant partie des gens du cirque, accompagnés de leur protecteur, le colosse Tarass-Bulba, et de Pom, l'âne malicieux.
Cette série s'est terminée en 1968, François Craenhals se consacrant exclusivement à sa série Chevalier Ardent.

## Description

### Résumé
Le jeune Teddy est un orphelin enfant de la balle qui fait partie de la troupe du cirque Tockburger. Il a adopté un petit âne qu'il a prénommé Pom. Avec l'aide de Maggy, la jeune écuyère, et à Tarass-Boulba, le colosse, Teddy a pu faire de Pom son partenaire. Teddy, Pom et Maggy sont devenus les vedettes des matinées enfantines du cirque
Tout d'abord centrée autour de l'amitié entre le jeune garçon de cirque Teddy et son âne Pom, l'intrigue se déplace très vite en dehors du cirque, les jeunes adolescents, accompagnés de leur protecteur Tarass-Boulba, se retrouvant mêlés à de dangereuses intrigues au gré des implantations du chapiteau dans le monde.

### Historique
François Craenhals est entré au Journal de Tintin avec l'envie de dessiner une série médiévale « mais [a] été coiffé au poteau par Liliane et Fred Funcken qui se sont emparés du personnage du Chevalier Blanc, créé par Raymond Macherot ». C'est ainsi qu'il a dû créer une autre série, plus réaliste, pour laquelle il s'est inspiré de personnes de son entourage (un jeune voisin pour Teddy et son épouse pour Maggy) et d'événements vécus (l'incendie du pensionnat lui est inspiré par celui qui ravagea la maison d'un de ses amis d'enfance).

### Personnages
- Teddy, un jeune orphelin travaillant au cirque Tockburger, est le héros principal de la série.

- Pom, un petit âne que Teddy adopte dès sa naissance au cirque, joue un rôle important dans les premiers épisodes, puis devient plus discret.

- Maggy, la jeune écuyère du cirque, orpheline comme Teddy, partage ses aventures.

- L'Impossible, le cruel chef du personnel, n'est plus présent dans les derniers épisodes.

- Tarass Boulba, le géant du cirque, protecteur des deux enfants, prend une dimension épique et occupe le premier rôle dans l'épisode Le Léopard des neiges.

- Monsieur Tockburger, le directeur du cirque.

- Puck, le nain.

## Analyse et postérité
La série est aujourd'hui oubliée et n'a pas connu de postérité, le monde du cirque n'ayant par la suite plus été exploité par la bande dessinée.
Le style de François Craenhals, typique des dessinateurs du journal Tintin de l'époque  est qualifié par François Rivière, qui évoque « une ligne claire lumineuse », de « souple, limpide, appliqué à souligner les tensions parfois très vives qui opposent les enfants et les adultes » .

## Publications en français

### Dans des périodiques
La série est publiée dans l'hebdomadaire Le Journal de Tintin de 1953 (éditions belge) et 1954 (édition française) à 1968

### En albums
L'ordre de parution en album ne respecte pas l'ordre chronologique de publication de la série dans le journal Tintin.
- Les Aventures de Pom et Teddy
  - Édition originale, 1956, les Éditions du Lombard, coll. « Collection du Lombard », 62 pages, 4e plat peau d'ours orange, dos toilé rouge (DL 01/1956)
  - Réédition 1979, Bédéscope, noir et blanc, broché
  - Réédition 1983, Le Lombard, Dos toilé brun, avec une préface de 1 page, coll. « BéDingue » (DL 05/1983)  (ISBN 2-8036-0400-0)
  - Réédition 1996 sous le titre Le Cirque Tockburger, Claude Lefrancq Éditeur (DL 01/1996)  (ISBN 2-87153-249-4)
  - Réédition 2012 sous le titre Le Cirque Tockburger, BD Must, 1000 exemplaires numérotés avec Ex-libris (DL 05/2012)  (ISBN 978-2-87535-071-8)
  - Réédition sous le titre Pom et Teddy, 1985, Éditions Rombaldi coll. « Les Meilleures Histoires du Journal de Tintin », avec Le Talisman noir et Le Secret du Balibach, 220 pages (DL 01/1985)  (ISBN 28-036-0381-0)
  - Réédition 2006, Les Éditions du Lombard, coll. « Millésimes », avec l'épisode Le Talisman noir, 126 pages, avec un cahier de 5 pages Pom et Teddy, l'âne et l'enfant (DL 05/2006)
- Le Talisman noir
  - Édition originale, 1958, Les Éditions du Lombard, coll. « Collection du Lombard », 62 pages, 4e plat damiers bleus, dos toilé rouge (DL 03/1958)
  - Réédition 1965, Dargaud, coll. « Une histoire du journal Tintin » (DL 01/1965)
  - Réédition 1979, Bédéscope, noir et blanc, broché
  - Réédition 1984, Le Lombard, Dos toilé brun coll. « BéDingue » (DL 08/1984)  (ISBN 2-8036-0458-2)
  - Réédition sous le titre Pom et Teddy, 1985, Éditions Rombaldi coll. « Les Meilleures Histoires du Journal de Tintin », avec Les Aventures de Pom et Teddy et Le Secret du Balibach, 220 pages (DL 01/1985)  (ISBN 28-036-0381-0)
  - Réédition 2006, Les Éditions du Lombard, coll. « Millésimes », avec l'épisode Les Aventures de Pom et Teddy, 126 pages, avec un cahier de 5 pages Pom et Teddy, l'âne et l'enfant (DL 05/2006)
- Le Secret du Balibach
  - Édition originale, 1960, Les Éditions du Lombard, coll. « Collection du Lombard », 62 pages, couleurs, 4e plat damiers verts, dos toilé rouge (DL 01/1960)
  - Réédition 1984, Rijperman, dos toilé rouge, 1000 exemplaires numérotés et signés par l'auteur (DL 01/1984)  (ISBN 90-636-2134-5)
  - Réédition sous le titre Pom et Teddy, 1985, Éditions Rombaldi coll. « Les Meilleures Histoires du Journal de Tintin », avec Les Aventures de Pom et Teddy et Le Talisman noir, 220 pages (DL 01/1985)  (ISBN 28-036-0381-0)
- Alerte à Hollywood
  - Édition originale, 1961, Les Éditions du Lombard, coll. « Jeune europe » no 9, 30 pages, broché (DL 01/1960)
  - Réédition 1979, Bédéscope, noir et blanc, broché
  - Réédition 1983, Rijperman, dos toilé rouge, 1000 exemplaires numérotés et signés par l'auteur (DL 01/1984)  (ISBN 90-636-2110-8)
- Le Léopard des neiges
  - Édition originale, 1963, Les Éditions du Lombard, coll. « Jeune europe » no 19, 60 pages, broché (DL 01/1963)
  - Réédition 1982, Rijperman, dos toilé rouge, 1000 exemplaires (DL 01/1982)  (ISBN 90-636-2086-1)
- Zone interdite
  - Édition originale, 1964, Les Éditions du Lombard (Belgique) et Dargaud (France), coll. « Jeune europe » no 28, 62 pages, broché (DL 07/1964)
  - Réédition 1982, Rijperman, dos toilé rouge, 1000 exemplaires numérotés et signés par l'auteur (DL 01/1982)  (ISBN 90-636-2095-0)
- Le Bouddha des eaux
  - Édition originale, 1965, Les Éditions du Lombard (Belgique) et Dargaud (France), coll. « Jeune europe » no 34, 62 pages, broché (DL 10/1965)
  - Réédition 1982, Rijperman, dos toilé rouge, 1000 exemplaires numérotés et signés par l'auteur (DL 01/1982)  (ISBN 90-636-2093-4)
- Les Nouvelles Aventures de Pom et Teddy (épisode Le Microfilm)
  - Édition originale, 1977, Éditions Michel Deligne coll. « Les Inédits de Pom et Teddy », 61 pages, noir et blanc, broché DL 01/1977)
  - Réédition 1984, Rijperman, dos toilé rouge, 1000 exemplaires numérotés et signés par l'auteur (DL 01/1984)  (ISBN 90-636-2136-1)
  - Réédition 1996 sous le titre Le Microfilm, Claude Lefrancq Éditeur (DL 01/1996)  (ISBN 2-87153-254-0)
- Des Copains et des Hommes
  - Édition originale, 1977, Éditions Michel Deligne coll. « Les Inédits de Pom et Teddy », 44 pages, noir et blanc, broché DL 01/1977)
  - Réédition 1984, Rijperman, dos toilé rouge, 1000 exemplaires numérotés et signés par l'auteur (DL 01/1984)  (ISBN 90-636-2113-2)
- Pleins feux sur Teddy
  - Édition originale, 1977, Éditions Michel Deligne coll. « Les Inédits de Pom et Teddy », 66 pages, noir et blanc, broché (DL 01/1977)
  - Réédition 1984, Rijperman, dos toilé rouge, 1000 exemplaires numérotés et signés par l'auteur (DL 01/1984)  (ISBN 90-636-2130-2)
- Les Stats, 1980, Bédéscope, 62 pages, noir et blanc, broché, contient les épisodes Les Stats, Attaque à la bombe, Cuisine exotique, Défense de pénétrer et Le Noël de Pom (DL 01/1980)

- INTEGRALE

1. Intégrale Pom et Teddy - Tome 1, 2023, Le Lombard, contient Les Aventures de Pom et Teddy, Les Nouvelles Aventures de Pom et Teddy (ou Le Microfilm), Le Talisman noir et l'histoire courte Pom et Teddy mènent l'enquête parue dans Tintin Sélection en 1955, 195 pages, avec un dossier de 16 pages rédigé par Patrick Gaumer et le résumé des parutions antérieures, en magazine et en album, de chaque épisode, agrémenté de la reproduction de la couverture originale en format réduit (DL 09/1923)  (ISBN 978-2-8082-1250-2)
2. Intégrale Pom et Teddy - Tome 2, 2024, Le Lombard, contient Le Secret de Balibach, Zone interdite, Alerte à Hollywood, Plein feu sur Teddy, ainsi que l'histoire courte de 2 pages Le Noël de Pom parue dans le journal Tintin édition belge en décembre 1960, 185 pages, avec un dossier de 16 pages rédigé par Patrick Gaumer et le résumé des parutions antérieures, en magazine et en album, de chaque épisode, agrémenté de la reproduction de la couverture originale en format réduit (DL 09/1924)  (ISBN 978-2-8082-1402-5)

### Sources

#### Livres
- « Pom et Teddy », dans Henri Filippini, Dictionnaire de la bande dessinée, Paris, Bordas, 1989 (ISBN 2-04-018455-4), p. 417-418.
- « Pom et Teddy », dans Patrick Gaumer, Dictionnaire mondial de la BD, Larousse, 2010 (ISBN 978-2-03-584331-9), p. 688.

#### Revues
- Guy Delcourt, « Pom et Teddy », Le Collectionneur de bandes dessinées, no 36,‎ janvier-février 1983, p. 28-30.

#### Internet
- « Pour mieux se souvenir de Pom et Teddy et de leur numéro de cirque », sur Libération (consulté le 12 novembre 2023).